# Autopsie

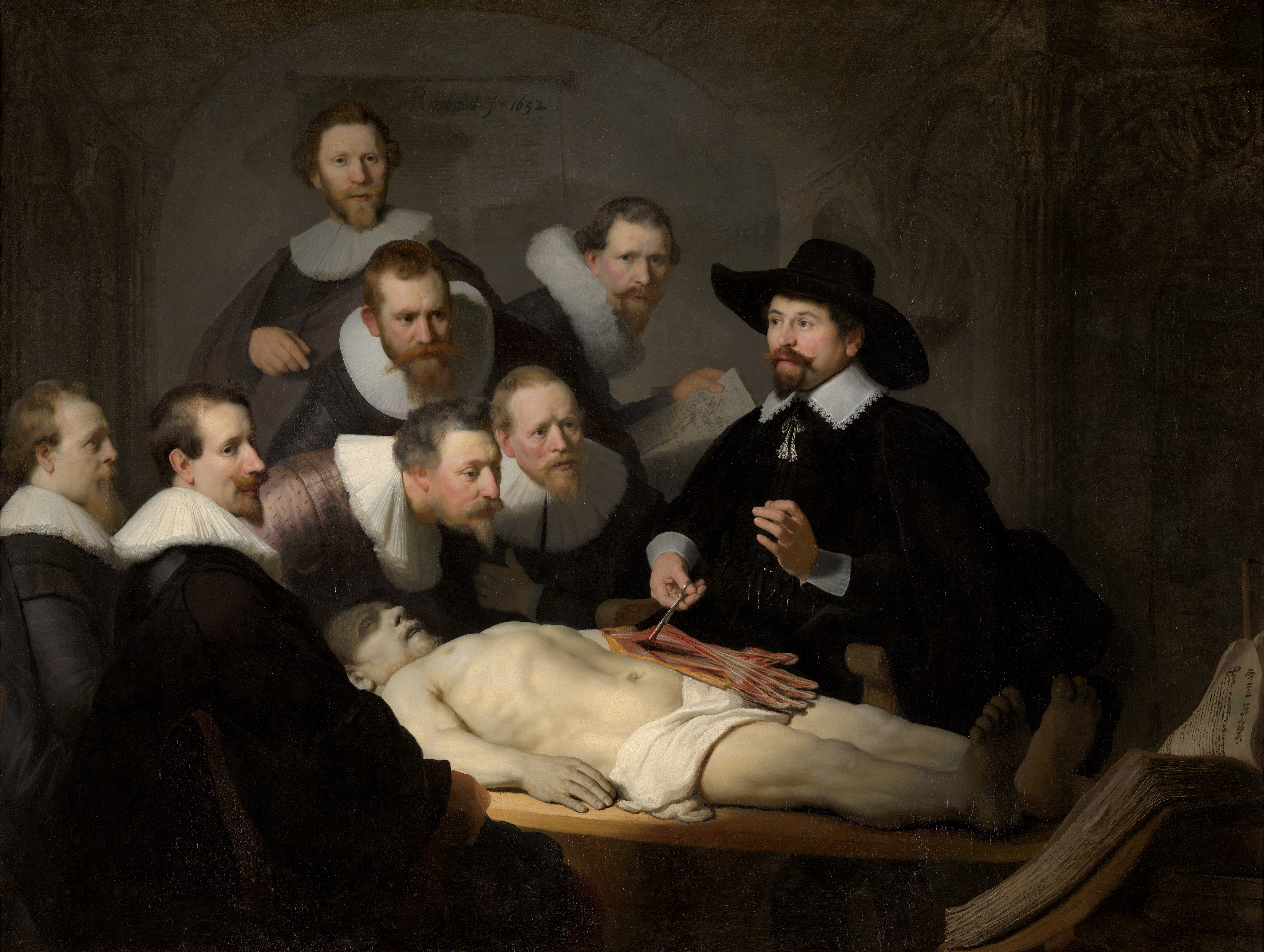
Anatomische les van Dr. Nicolaes Tulp, geschilderd door Rembrandt van Rijn

Autopsie (Grieks: "met eigen ogen zien"), ook wel inwendige lijkschouw(ing), lijkopening, sectie of obductie, is het inwendig onderzoeken van het lichaam van een overleden persoon om onder andere de doodsoorzaak en overige ziekteprocessen te onderzoeken en vast te stellen.

## Wettelijk kader

### Nederland
De wettelijke kaders omtrent het uitvoeren van een autopsie staan in Nederland in de wet op de lijkbezorging (wlb). Een autopsie mag alleen worden verricht door een arts. In de praktijk is dit altijd een patholoog, een medisch specialist gespecialiseerd in het onderzoek naar ziekten in (menselijke) weefsels.
De wet op de lijkbezorging vermeldt dat voor een autopsie in principe toestemming benodigd is van de overledene of de nabestaanden (artikel 72 wlb). Deze beperking geldt niet indien de autopsie wordt verricht in geval van een bevel van een gerechtelijke autoriteit in verband met een strafrechtelijk onderzoek, indien de sectie geschiedt op verzoek van de betrokken hoofdinspecteur van het Staatstoezicht op de volksgezondheid of op verzoek van de voorzitter van de Onderzoeksraad voor Veiligheid.

## Klinische of gerechtelijke sectie
Autopsies gebeuren zowel in ziekenhuizen (zogenaamde 'klinische secties', meestal 'obducties' genoemd) en in een gerechtelijke context (een 'gerechtelijke sectie').

### Klinische sectie (obductie)
Een klinische sectie wordt verricht in een ziekenhuis door de pathologen van dat ziekenhuis. Deze secties dienen vooral om de kwaliteit van de gezondheidszorg te bevorderen, en om eventuele onduidelijkheden omtrent de ziektegeschiedenis op te helderen. Soms wordt een klinische sectie gedaan voor wetenschappelijk redenen, om bijvoorbeeld een zeldzame ziekte te onderzoeken. Voor een klinische sectie is altijd toestemming van de nabestaanden nodig. Indien het een 'niet-natuurlijk overlijden' betreft, kan er alleen een klinische sectie worden gedaan als het lichaam is vrijgegeven door de bevoegde magistraat. Er is in deze gevallen geen vermoeden van een strafbaar feit, ofwel het lichaam is niet (meer) nodig voor het onderzoek naar het strafbare feit.

### Gerechtelijke sectie
Zodra er bij het overlijden van een persoon een vermoeden is van een strafbaar feit, is het lichaam van de overledene de jure in beslag genomen door een magistraat (in Nederland een officier van justitie of in België een procureur), en kan worden besloten om een gerechtelijke sectie te gelasten. Hiervoor is geen toestemming van de nabestaanden benodigd. Wel worden deze altijd geïnformeerd over het feit dat er een sectie plaatsvindt. Een gerechtelijke sectie is bedoeld om de doodsoorzaak te achterhalen in het kader van het opsporingsonderzoek, maar ook om eventueel ander bewijs op of aan het lichaam te verzamelen. Gerechtelijke secties worden in Nederland nagenoeg zonder uitzondering verricht door gespecialiseerde pathologen (forensisch pathologen) van het Nederlands Forensisch Instituut. De gerechtelijke sectie komt sinds de vroegmoderne periode voor.

## Het verrichten van een autopsie
Hoe een autopsie verricht wordt, hangt af van de vraag die beantwoord moet worden. In principe worden de volgende stappen onderscheiden:
- Bekijken van gehele lichaam aan de buitenkant (de uitwendige schouwing).
- Het openen van het lichaam aan de voorzijde, waarbij de buik- en borstorganen stuk voor stuk worden bekeken.
- Het openen van het hoofd (de 'schedelsectie), om de hersenen te onderzoeken.
- Het microscopisch onderzoek op kleine stukjes van de onderzochte organen.

Afhankelijk van de vraagstelling wordt de autopsie uitgebreid met speciaal onderzoek van bijvoorbeeld specifieke organen (het hart, de hersenen, de longen), bepaalde lichaamsregio's (de rug, de armen/benen) of met aanvullende technieken zoals CT-scans.

## Waar vindt autopsie plaats?
De autopsie heeft plaats in de sectieruimte van een mortuarium, veelal een ziekenhuismortuarium.
Een forensische sectie kan plaatsvinden in de sectieruimte van een mortuarium, maar vindt in Nederland meestal plaats in het Nederlands Forensisch Instituut (NFI).

## Wie verrichten de autopsie?
In de meeste gevallen wordt een autopsie verricht door twee personen:
- Obductieassistent: deze neemt meestal de organen uit.
- (Forensisch) patholoog: deze verricht onderzoek op de uitgenomen organen.

## Specialisatie
Een autopsie wordt verricht door een gespecialiseerde arts: een patholoog of een forensisch patholoog. De bekendste Nederlandse patholoog (toen nog 'patholoog-anatoom' genoemd) was dokter Jan Zeldenrust (1907 - 1990). Hij werd in 1951 de eerste directeur van het Gerechtelijk Geneeskundig Laboratorium, dat samen met Gerechtelijk Laboratorium (opgericht 30 juli 1945) in 1999 fuseerde tot het Nederlands Forensisch Instituut.

## Uitspraak
De uitspraak autópsie, met de klemtoon op de tweede lettergreep, komt weleens voor. Maar autopsie komt uit het Grieks en de juiste uitspraak is autopsié, met de klemtoon op de laatste lettergreep.